# Mortimer B. Fuller III
Mortimer Bartine Fuller III (geboren 1942) ist ein amerikanischer Eisenbahnmanager.

## Leben
Der Urgroßvater von Mortimer B. Fuller III war der Salzmagnat Edward Laton Fuller, der mit seiner Salzmine in Retsof einen großen Teil des amerikanischen Salzmarktes Ende des 19. Jahrhunderts beherrschte. Außerdem kontrollierte er mittels des Fuller-Syndikates mit Unterstützung von George Jay Gould mehrere Bahngesellschaften in den Vereinigten Staaten. Für den notwendigen Transport des Salzes aus der Mine zu den Märkten erwarb Fuller 1899 die bankrotte Genesee and Wyoming Valley Railroad und führte sie als Genesee and Wyoming Railroad weiter. Der Vater von Mortimer B. Fuller III., Mortimer B. Fuller, Jr., war der letzte Präsident der International Salt Company aus der Fuller-Familie.
Mortimer B. Fuller III studierte an der Princeton University und erhielt seinen Bachelor-Abschluss, an der Harvard University und erhielt einen Abschluss als Master of Business Administration und an der Boston University School of Law und erhielt einen Abschluss als Juris Doctor. Ab 1973 saß er im Aufsichtsrat der Genesee and Wyoming Railroad. Zuerst arbeitete er bei der Connecticut General Life Insurance Co. in der Immobilienabteilung und danach beim Immobilienunternehmen Schottenstein Companies, Inc. in leitender Tätigkeit.
1976 wurde er Präsident und Chief Executive Officer der Genesee & Wyoming Railroad. 1977 gründete er die Genesee and Wyoming Inc. mit Sitz in Greenwich (Connecticut) und übernahm die Mehrheit an der Genesee and Wyoming Railroad. Nach der Übernahme begann das Unternehmen zuerst mit der Bereitstellung von Güterwagen zu handeln. Infolge der Deregulierung durch den Staggers Act 1980 nutze er die Chance als Präsident, Chief Executive Officer und Chairman of the Board der Gesellschaft und verantwortete ab den 1980er Jahren die enorme Expansion des Unternehmens von einer Bahnstrecke von ursprünglich 23,3 km zu einem heutigen Netz von über 120 Bahngesellschaften weltweit (u. a. Europa und Australien). Der Umsatz des Unternehmens stieg von 4,4 Millionen Dollar auf 2 Milliarden Dollar im Jahr 2015.
Im Oktober 1997 trat er von der Position als Präsident und 2007 als Chief Executive Officer zurück. Am 24. Mai 2017 beendete er seine Tätigkeit als Chairman of the Board.